# Rookvlees

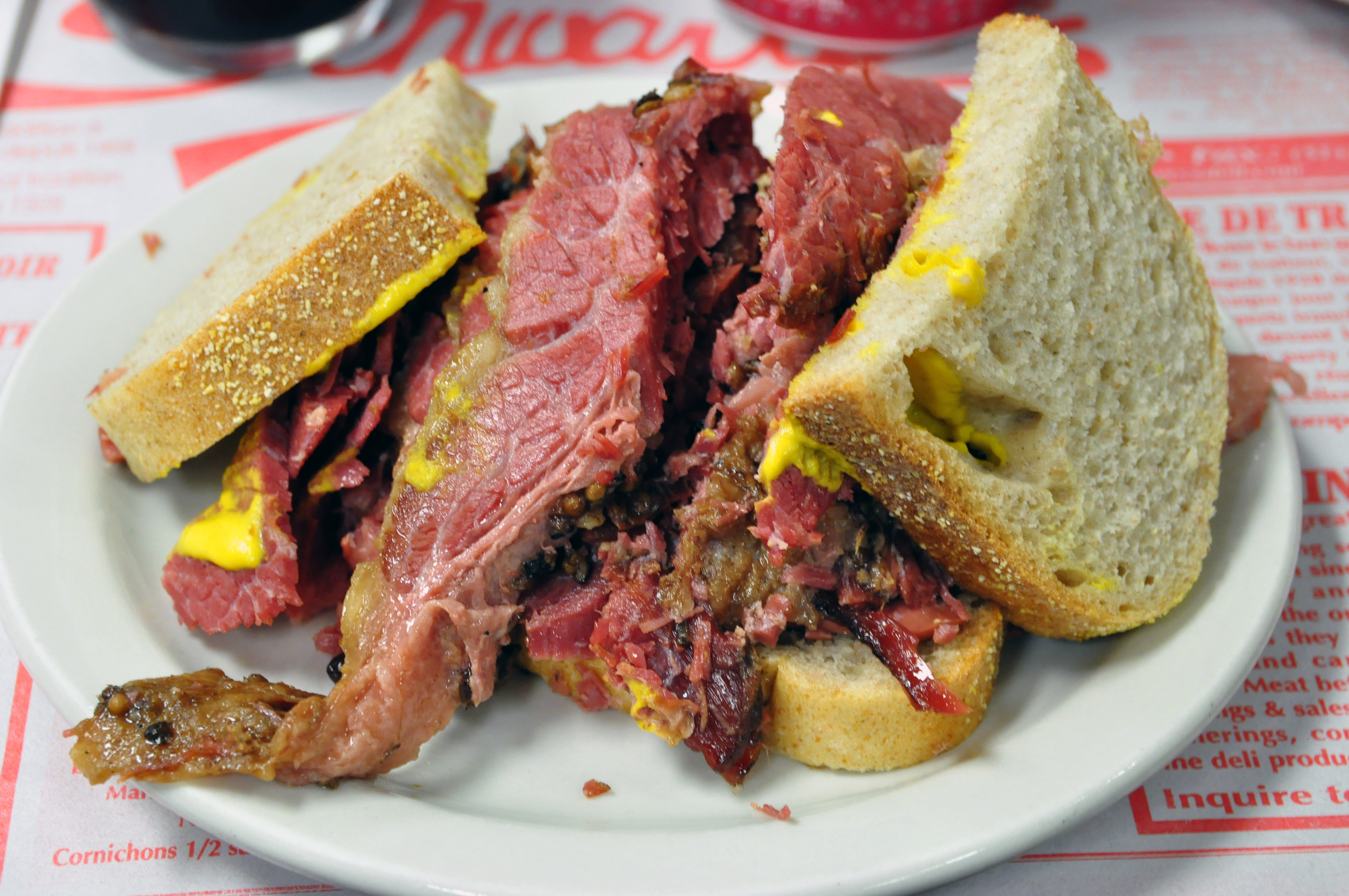
Rookvlees op een broodje

Rookvlees is gepekeld en gerookt vlees van een rund (runderrookvlees) of paard (paardenrookvlees). Het is verkrijgbaar bij de slager en in de supermarkt, in dungesneden plakjes. Rookvlees wordt voornamelijk gebruikt als broodbeleg of als borrelhapje (gevulde rookvleesrolletjes). De methode van 'roken' stamt uit de prehistorie.
Vlees wordt vooral gerookt om het langer te kunnen bewaren, ook soms omdat het uit zichzelf betrekkelijk weinig smaak heeft en het door rookconservering op smaak wordt gebracht. De smaken komen pas vrij bij verhitting. Het doel is om de eiwitrijke voedingsmiddelen die erin zitten, en die anders snel zouden bederven, voor lange periodes te conserveren. In de moderne tijd maakt de verbeterde smaak van gerookte levensmiddelen een delicatesse in vele culturen.
In de lage landen wordt rookvlees gemaakt van onder meer een spierstuk van een paard of een rund. Van de koe is met name de muis erg geschikt om te roken: het streekproduct filet d'Anvers is daar een typisch voorbeeld van. Ook varkensvlees wordt wel gerookt, met name ham en spek en ook kippenvlees komt in een gerookte variant. 
In IJsland is gerookt lamsvlees (Hangikjöt) een nationaal gerecht dat met Kerstmis gegeten wordt.

## Algemeen
Inheemse culturen van over de hele wereld gebruikten rook tijdens het drogen van vis om de vliegen te vermijden. De Taíno bereidden vlees boven een vuurtje en noemden dit barbacoa (waarvan misschien het woord barbecue afstamt).